# Харад
Харад е името дадено на обширните земи на юг от Гондор и Мордор. Това е пустинна местност обитавана от харадримите, които са били слуги на Саурон по време на Войната за пръстена. Главен град на областта е Умбар, намиращ се на източното крайбрежие.

## Климат
Климатът в тези земи е сух и предимно пустинен с изключение на източните земи до река Харнен и в най-южните земи на Харад, където се намират Горите на Харад.